# Virginia Mayo

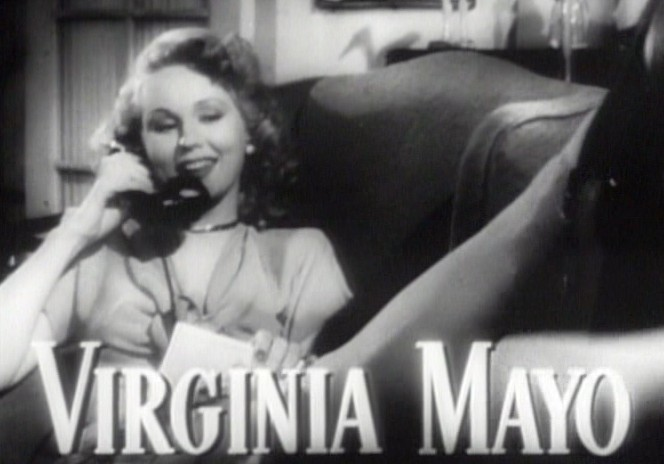
Mayo i trailern till De bästa åren (1946).

Virginia Mayo, ursprungligen Virginia Clara Jones, född 30 november 1920 i Saint Louis, Missouri, död 17 januari 2005 i Thousand Oaks, Kalifornien, var en amerikansk skådespelare.

## Biografi
Före detta balettflicka började Mayo sin Hollywoodkarriär i småroller. Hon medverkade i flera komedier mot Bob Hope och Danny Kaye, med spionkomedin Här kommer en annan som höjdpunkt. Men Mayo gjorde även seriösa roller, som till exempel 1946 i filmen De bästa åren. Hon syntes där som svekfullt manipulerande hustru, vilket hon tre år senare fick vara även i filmen Glödhett. Hon var i slutet av 1940-talet filmbolaget Warner Brothers mest inkomstbringande aktör.
Ronald Reagan gestaltade 1952 i komedin Showflickan en lärare, som till elev fick en före detta strippa, gestaltad av Mayo. Året dessförinnan hade dock äventyrsfilmen Höken och pilen där hon spelade mot Burt Lancaster varit hennes sista verkliga kassasuccé. 1951-1954 hörde lyssnare runt om i USA henne i ett antal pjäser utsända av Lux Radio Theatre. Då stjärnglansen falnade och Hollywood erbjöd henne mindre betydande roller, kom hon att spela mer teater, men inte på de högst ansedda scenerna. När Mayo med maken Michael O'Shea hade gjort pilotavsnittet för en tänkt TV-serie 1960, men detta fått ett svalt mottagande och projektet hastigt lagts ned, reste hon till Italien för medverkan i filmen Revolt of the Mercenanes (1961) som gick ganska obemärkt förbi.
Virginia Mayo drog sig då successivt tillbaka, förutom en och annan teaterpjäs. Lite överraskande fick hon en mogen roll i en TV-serie 1984. På äldre dagar skrev hon en del och utkom med en barnbok med julmotiv - Don't Forget Me, Santa Claus - 1993. Hon mindes nostalgiskt tillbaka och publicerade 2002 självbiografin "Virginia Mayo, The Best Years of My Life", där hon även berättade hur hon som trogen republikan deltagit i kampanjen för vännen Ronald Reagan, som valdes till landets president 1980.
Hon har en stjärna på Hollywood Walk of Fame vid adressen 1751 Vine Street.

## Filmografi i urval
- 1943 – Jack London
- 1944 – Prinsessan och piraten
- 1944 – Med flickor i lasten
- 1945 – Mirakelmannen
- 1946 – Grabben från Brooklyn
- 1946 – De bästa åren
- 1947 – Här kommer en annan
- 1948 – Vilda toner
- 1949 – Norr om Rio Grande
- 1949 – Glödhett
- 1950 – Höken och pilen
- 1951 – Med flaggan i topp
- 1952 – Duellanten
- 1956 – Män utan nåd
- 1956 – Sheriffen från Keystone
- 1984 – Santa Barbara (TV-serie)